# Греємдейл
Грегемдейл (англ. Grahamdale) — сільський муніципалітет в Канаді, у провінції Манітоба.

## Населення
За даними перепису 2016 року, сільський муніципалітет нараховував 1359 жителів, показавши зростання на 0,4%, порівняно з 2011-м роком. Середня густина населення становила 0,6 осіб/км².
З офіційних мов обидвома одночасно володіли 25 жителів, тільки англійською — 1 315. Усього 125 осіб вважали рідною мовою не одну з офіційних, з них 40 — одну з корінних мов, а 5 — українську.
Працездатне населення становило 63,3% усього населення, рівень безробіття — 5,8% (9,1% серед чоловіків та 0% серед жінок). 69,6% були найманими працівниками, 29,7% — самозайнятими.
Середній дохід на особу становив $37 695 (медіана $27 712), при цьому для чоловіків — $41 263, а для жінок $33 588 (медіани — $30 080 та $23 648 відповідно).
31,2% мешканців мали закінчену шкільну освіту, не мали закінченої шкільної освіти — 30,3%, 38,5% мали післяшкільну освіту, з яких 29,8% мали диплом бакалавра, або вищий.
| Статево-вікова структура населення | Статево-вікова структура населення | Статево-вікова структура населення | Статево-вікова структура населення | Статево-вікова структура населення |
| ---------------------------------- | ---------------------------------- | ---------------------------------- | ---------------------------------- | ---------------------------------- |
|                                    |                                    |                                    |                                    |                                    |
| Всього                             | Всього                             | 51,7%48,3%                         |                                    |                                    |
| 0 — 14 років                       | 0 — 14 років                       |                                    | 15,8%                              | 15,8%                              |
| 15 — 64 років                      | 15 — 64 років                      |                                    | 60,1%                              | 60,1%                              |
| 65 і більше                        | 65 і більше                        |                                    | 24,2%                              | 24,2%                              |
| 85 і більше                        | 85 і більше                        |                                    | 1,8%                               | 1,8%                               |
| Середній вік (років)               | Середній вік (років)               | 46,645,2                           | 45,9                               | 45,9                               |
| Медіана (років)                    | Медіана (років)                    | 52,650,2                           | 51,6                               | 51,6                               |
| — чоловіки — жінки                 |                                    |                                    |                                    |                                    |

| Походження мешканців:     | Походження мешканців:     | Походження мешканців: | Походження мешканців: | Походження мешканців: |
| ------------------------- | ------------------------- | --------------------- | --------------------- | --------------------- |
| Походження                |                           |                       | осіб                  | %                     |
| Корінні американці        | Корінні американці        |                       | 330                   | 25.38%                |
| Інше північноамериканське | Інше північноамериканське |                       | 170                   | 13.08%                |
| Європейське               | Європейське               |                       | 1 120                 | 86.15%                |
| британське                | британське                |                       | 655                   | 50.38%                |
| французьке                | французьке                |                       | 130                   | 10%                   |
| українське                | українське                |                       | 160                   | 12.31%                |
| Азійське                  | Азійське                  |                       | 15                    | 1.15%                 |

| Зайнятість населення за галузями (за класифікацією NOC): | Зайнятість населення за галузями (за класифікацією NOC): | Зайнятість населення за галузями (за класифікацією NOC): | Зайнятість населення за галузями (за класифікацією NOC): | Зайнятість населення за галузями (за класифікацією NOC): |
| -------------------------------------------------------- | -------------------------------------------------------- | -------------------------------------------------------- | -------------------------------------------------------- | -------------------------------------------------------- |
|                                                          |                                                          |                                                          |                                                          |                                                          |
| Управління                                               | Управління                                               |                                                          | 24,1%                                                    | 24,1%                                                    |
| Бізнес, фінанси та адміністрування                       | Бізнес, фінанси та адміністрування                       |                                                          | 8%                                                       | 8%                                                       |
| Природничі та прикладні науки                            | Природничі та прикладні науки                            |                                                          | 2,2%                                                     | 2,2%                                                     |
| Охорона здоров'я                                         | Охорона здоров'я                                         |                                                          | 5,1%                                                     | 5,1%                                                     |
| Освіта, правозахист, муніципальні та урядові служби      | Освіта, правозахист, муніципальні та урядові служби      |                                                          | 10,2%                                                    | 10,2%                                                    |
| Роздрібна торгівля та послуги                            | Роздрібна торгівля та послуги                            |                                                          | 18,2%                                                    | 18,2%                                                    |
| Гуртова торгівля, транспорт та обладнання                | Гуртова торгівля, транспорт та обладнання                |                                                          | 18,2%                                                    | 18,2%                                                    |
| Природні ресурси, сільське господарство                  | Природні ресурси, сільське господарство                  |                                                          | 11,7%                                                    | 11,7%                                                    |
| Виробництво                                              | Виробництво                                              |                                                          | 1,5%                                                     | 1,5%                                                     |

## Населені пункти
До складу сільського муніципалітету входить індіанська резервація Літл-Саскачеван 48, а також хутори, інші малі населені пункти та розосереджені поселення.

## Клімат
Середня річна температура становить 1,3°C, середня максимальна – 23,7°C, а середня мінімальна – -26°C. Середня річна кількість опадів – 498 мм.
| Клімат поселення                              | Клімат поселення | Клімат поселення | Клімат поселення | Клімат поселення | Клімат поселення | Клімат поселення | Клімат поселення | Клімат поселення | Клімат поселення | Клімат поселення | Клімат поселення | Клімат поселення | Клімат поселення |
| Показник                                      | Січ.             | Лют.             | Бер.             | Квіт.            | Трав.            | Черв.            | Лип.             | Серп.            | Вер.             | Жовт.            | Лист.            | Груд.            |                  |
| Середній максимум, °C                         | −13,2            | −9,31            | −1,92            | 8,21             | 16,25            | 22,20            | 23,66            | 22,13            | 16,13            | 9,12             | −1,23            | −11,2            |                  |
| Середня температура, °C                       | −19,6            | −15,7            | −8,3             | 1,80             | 9,83             | 15,80            | 19,18            | 17,66            | 11,66            | 4,64             | −5,7             | −15,66           |                  |
| Середній мінімум, °C                          | −26              | −22,1            | −14,73           | −4,58            | 3,44             | 9,39             | 14,72            | 13,21            | 7,22             | 0,21             | −10,18           | −20,1            |                  |
| Норма опадів, мм                              | 18               | 14               | 26               | 28               | 58               | 85               | 63               | 67               | 52               | 43               | 24               | 20               |                  |
| Середньомісячна швидкість вітру, м/с          | 3.80             | 3.80             | 3.90             | 4.10             | 4.20             | 3.88             | 3.50             | 3.70             | 4.10             | 4.40             | 4.20             | 4.00             |                  |
| Середньомісячна сонячна радіація, кДж/м²·день | 3878             | 7181             | 12540            | 17317            | 20230            | 21242            | 21595            | 18119            | 12245            | 7166             | 3846             | 2842             |                  |
| --------------------------------------------- | ---------------- | ---------------- | ---------------- | ---------------- | ---------------- | ---------------- | ---------------- | ---------------- | ---------------- | ---------------- | ---------------- | ---------------- | ---------------- |
| Джерело:                                      |                  |                  |                  |                  |                  |                  |                  |                  |                  |                  |                  |                  |                  |